# Lista de episódios de Sakamichi no Apollon

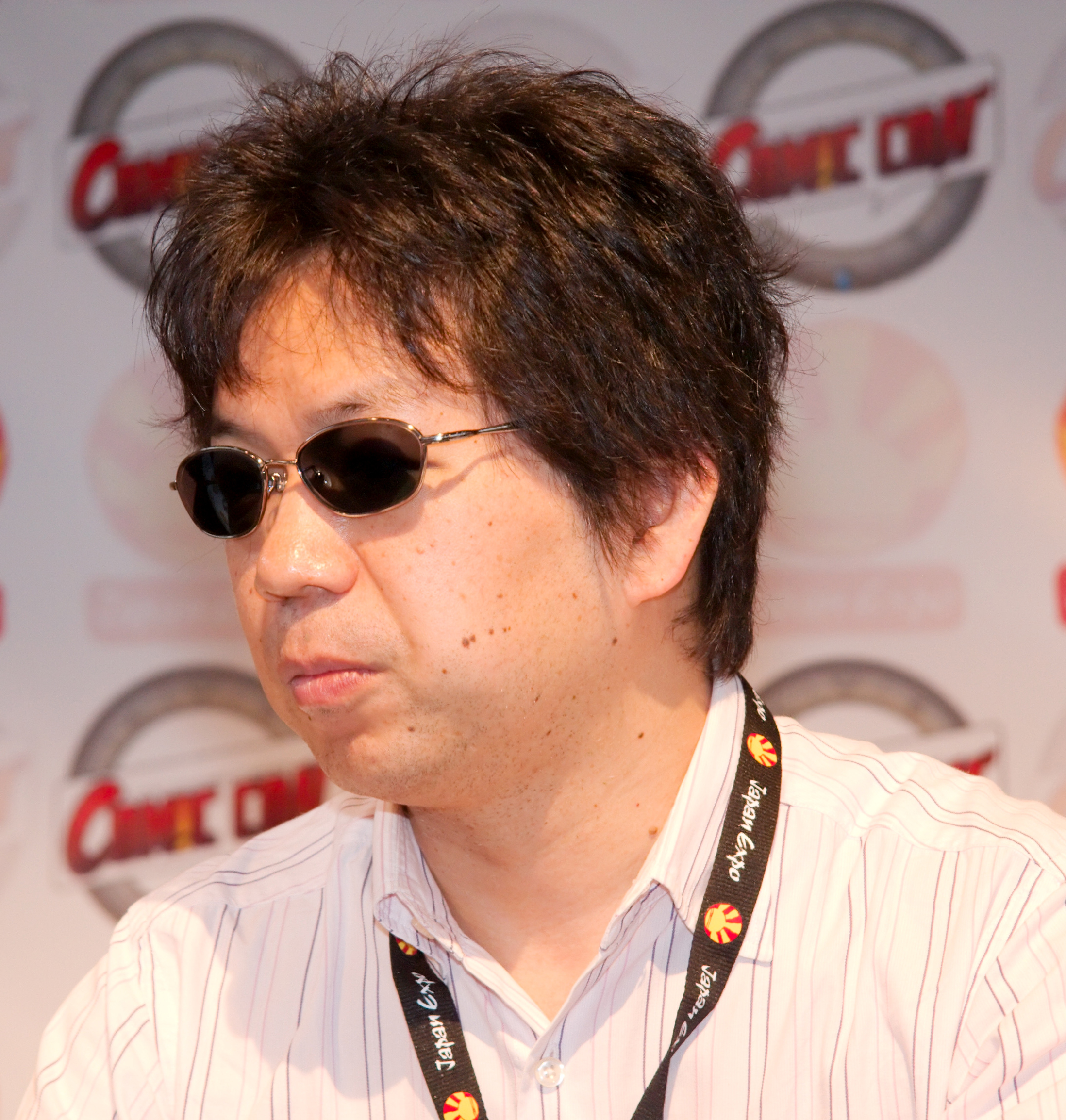
Sakamichi no Apollon foi dirigido por Shinichiro Watanabe.

Esta é a lista de episódios de Sakamichi no Apollon (japonês: 坂道のアポロン, Hepburn: Sakamichi no Aporon, lit. "Apolo na Ladeira"; também conhecido como Kids on the Slope), um anime de 2012 baseado no mangá de mesmo nome escrito e ilustrado por Yuki Kodama entre 2007 e 2012. A série foi produzida e animada pelo estúdio MAPPA em associação com a Tezuka Productions. A equipe de produção principal inclui Shinichiro Watanabe como diretor, Yoko Kanno como compositora, Nobuteru Yūki como designer de personagens, Yoshimitsu Yamashita como diretor-chefe de animação e Ayako Katō e Yūko Kakihara como roteiristas. Sakamichi no Apollon segue Kaoru Nishimi, um estudante introvertido do ensino médio que descobre o jazz por meio de sua amizade com seu colega de classe Sentarō Kawabuchi.
A adaptação foi anunciada na edição de dezembro de 2011 da revista Monthly Flowers, na qual o mangá foi publicado. Este foi o primeiro projeto realizado pelo MAPPA, que foi fundado por Masao Maruyama em 2011 após sua saída do estúdio Madhouse. Maruyama co-fundou o Madhouse em 1972 e pediu a Watanabe para dirigir Sakamichi no Apollon com base em suas experiências anteriores naquele estúdio. Os dubladores escolhidos foram Ryohei Kimura para a voz de Kaoru, Yoshimasa Hosoya como Sentarō e Yūka Nanri como Ritsuko. Watanabe e Kanno encontraram artistas de jazz para executar a trilha sonora e realizar a captura de movimento das apresentações musicais pesquisando vídeos no YouTube e escolheram o pianista Takashi Matsunaga e o baterista Shun Ishiwaka para gravar a música e a captura de movimento de Kaoru e Sentarō, respectivamente. A série utiliza dois temas musicais: um de abertura e um de encerramento. "Sakamichi no Melody" de Yuki é usado na abertura, enquanto "Altair" de Motohiro Hata serve como tema de encerramento.
O primeiro trailer de divulgação foi lançado em janeiro de 2012, juntamente com um anúncio da equipe de produção. Os 12 episódios do anime foram exibidos no bloco de programação noturno noitaminA da Fuji TV entre 12 de abril e 28 de junho de 2012. O nome de cada episódio faz referência a um standard de jazz, com os títulos, letras ou música de cada canção tipicamente tendo um significado em relação aos eventos da trama. A Sentai Filmworks licenciou a série para o mercado de língua inglesa e o programa também foi exibido no serviço de streaming Crunchyroll, o qual fez a transmissão simultânea durante a exibição original japonesa. A Toho ainda fez o lançamento em home video no Japão, disponibilizando a série em quatro volumes nos formatos DVD e blu-ray. Sakamichi no Apollon foi amplamente aclamado pela crítica, sendo considerado como um dos melhores animes dos anos 2010.

## Lista de episódios
| N.º | Título (Título em japonês) | Dirigido por        | Escrito por   | Exibição original   |
| --- | --- | ------------------- | ------------- | ------------------- |
| 1 | "Moanin'" Transliteração: "Mōnin" (em japonês: モーニン)                                                                           | Kotomi Deai         | Ayako Katō    | 12 de abril de 2012 |
| No verão de 1966, Kaoru Nishimi se muda para a casa de seu tio em Sasebo, Nagasaki. Enquanto frequenta o colégio local, ele conhece a representante de classe Ritsuko Mukae e Sentarō Kawabuchi, um delinquente rude. Depois de perguntar a Ritsuko onde ele pode comprar discos, ela o convida para ir à loja de sua família. No espaço de ensaio do estabelecimento, Kaoru encontra Sentarō tocando jazz com bateria. Kaoru tenta segui-lo no piano, mas este o adverte dizendo que ele está muito rígido. Kaoru então compra o disco para a música que Sentarō interpretava – "Moanin'" de Art Blakey. | |                     |               |                     |
| 2 | "Summertime" Transliteração: "Samātaimu" (em japonês: サマータイム)                                                                | Hisatoshi Shimizu   | Yūko Kakihara | 19 de abril de 2012 |
| Kaoru começa a aprender a tocar jazz sozinho. Na loja de discos, ele é apresentado a Junichi Katsuragi, um amigo das famílias de Mukae e Kawabuchi. Kaoru pede a Ritsuko para os dois estudarem a sós, mas eles acabam se encontrando com Sentarō no caminho para seu desgosto. O grupo viaja para uma praia, onde este intervém para ajudar Yurika Fukahori, uma garota que estava sendo assediada por um grupo de homens; ele imediatamente se apaixona por ela à primeira vista. | |                     |               |                     |
| 3 | "Someday My Prince Will Come" Transliteração: "Itsuka ōji-sama ga" (em japonês: いつか王子様が)                                    | Shizutaka Sugahara  | Ayako Katō    | 26 de abril de 2012 |
| Com a ajuda de Kaoru, Sentarō convida Yurika para sair. Em um encontro duplo com Ritsuko e Kaoru, este percebe que Ritsuko tem sentimentos por Sentarō. Os garotos lutam depois que o último mostra um lenço que Yurika deu a ele na frente de Ritsuko, mas eles se reconciliam em um dueto com o cover de "But Not For Me" de Chet Baker. Mais tarde, Kaoru encontra Yurika e um Sentarō nu, e assume que eles intensificaram seu relacionamento. Ele faz o cover de "Someday My Prince Will Come" de Bill Evans para Ritsuko e confessa seus sentimentos por ela. | |                     |               |                     |
| 4 | "But Not for Me" Transliteração: "Batto notto fō mī" (em japonês: バット・ノット・フォー・ミー)                                    | Sayo Aoi            | Yūko Kakihara | 3 de maio de 2012   |
| Kaoru descobre que Sentarō estava posando para uma pintura quando o encontrou nu. Depois de comprar um presente de aniversário para o amigo, ele beija Ritsuko impulsivamente e ela foge chorando. Kaoru vê Sentarō com seus irmãos logo depois disso e fica com ciúmes do que ele acha ser uma família amorosa. Sentarō explica que ele é de ascendência nipo-americana e foi evitado por seus colegas de escola e família quando era criança. No Natal, Junichi, Kaoru, Sentarō e o pai de Ritsuko, Tsutomu, tocam "Blowin' the Blues Away" de Horace Silver em um bar local. Após a apresentação, Junichi e Yurika timidamente se apresentam um ao outro. | |                     |               |                     |
| 5 | "Lullaby of Birdland" Transliteração: "Bādorando no komori-uta" (em japonês: バードランドの子守唄)                                 | Minoru Yamaoka      | Ayako Katō    | 10 de maio de 2012  |
| Incapaz de enfrentar Ritsuko após beijá-la, Kaoru para de praticar jazz na loja de discos. Seu pai retorna e lhe entrega uma carta contendo o endereço de sua mãe em Tóquio. Ele viaja para visitá-la e é inesperadamente acompanhado por Sentarō. Eles visitam o dormitório de Junichi enquanto estão na cidade, mas são informados de que ele não é visto há mais de um mês. Kaoru presenteia sua mãe com uma cópia de "Lullaby of Birdland" de Chris Connor antes de ir embora; ao retornar, ele começa a tocar jazz na loja de discos novamente. | |                     |               |                     |
| 6 | "You Don't Know What Love Is" Transliteração: "Yū donto nō howatto rabu Izu" (em japonês: ユー･ドント・ノウ・ホワット・ラブ・イズ) | Jun Shishido        | Yūko Kakihara | 17 de maio de 2012  |
| Quando o segundo ano do ensino médio começa, Yurika continua a trabalhar em sua pintura, que retrata Sentarō como Apolo. Seiji Matsuoka, um estudante do clube de arte junto com Yurika, conta a Sentarō sobre seu sonho de se tornar um músico famoso para poder sustentar sua família; ele o pede para se juntar à sua banda e tocar no festival escolar, e Sentarō concorda. O incidente leva Kaoru a relembrar suas memórias de ser abandonado e ele briga com Sentarō. | |                     |               |                     |
| 7 | "Now's the Time" Transliteração: "Nauzu za taimu" (em japonês: ナウズ・ザ・タイム)                                                 | Kotomi Deai         | Ayako Katō    | 24 de maio de 2012  |
| Kaoru e Sentarō permanecem distantes. Junichi reaparece, tendo sofrido um trauma não especificado. A banda de Seiji se apresenta no festival da escola, mas os amplificadores de seus instrumentos elétricos param de funcionar no meio da apresentação. Enquanto procura a causa do problema, Kaoru ouve Sentarō dizendo que ele só se juntou à banda para ajudar Seiji com o seu sonho. Kaoru toca piano para impedir que o público vá embora e Sentarō se junta ele na bateria. Os dois tocam um medley de canções de jazz, atraindo um grande público de toda a escola. | |                     |               |                     |
| 8 | "These Foolish Things" Transliteração: "Jīzu fūrisshu shingusu" (em japonês: ジーズ・フーリッシュ・シングス)                       | Hisatoshi Shimizu   | Yūko Kakihara | 31 de maio de 2012  |
| Um flashback revela que Junichi se envolveu com o movimento estudantil Zenkyoto em Tóquio; ele abandonou a universidade depois que seu amigo foi preso e gravemente ferido em um protesto, sendo posteriormente rejeitado por seus pais. Sentarō visita Junichi e descobre Yurika em seu apartamento. Quando ele conta o incidente para Kaoru, este o repreende por não estar ciente de que já havia alguém apaixonado por ele e logo percebe que Kaoru estava se referindo a Ritsuko. | |                     |               |                     |
| 9 | "Love Me or Leave Me" Transliteração: "Rabu mī oa rību mī" (em japonês: ラブ・ミー・オア・リーブ・ミー)                            | Yui Umemoto         | Ayako Katō    | 7 de junho de 2012  |
| Sentarō pede desculpas a Ritsuko por não estar ciente de seus sentimentos por ele, embora ela admita que não está mais atraída por ele romanticamente. Junichi aceita um convite de seus amigos em Tóquio para fundar uma editora juntos. Enquanto ele embarca em um trem, Yurika pede para se juntar a ele, que recusa. Os pais da garota chegam na estação, zangados com ela por abandonar um encontro de casamenteiro que eles organizaram para ela; Junichi a puxa para dentro do trem junto com ele no último momento. Na loja de discos, Kaoru abre a tampa do piano e encontra um par de luvas que Ritsuko tricotou para ele. | |                     |               |                     |
| 10 | "In a Sentimental Mood" Transliteração: "In a senchimentaru mūdo" (em japonês: イン・ア・センチメンタル・ムード)                   | Minoru Yamaoka      | Yūko Kakihara | 14 de junho de 2012 |
| Kaoru não usa as luvas de Ritsuko, temendo rejeição. Quando a garota o pressiona sobre seus sentimentos, ele reafirma seu amor por ela. Algum tempo depois, Kaoru e Sentarō são desafiados por Seiji para se apresentarem no próximo festival escolar. No entanto, ao saber que seu pai adotivo está voltando para casa de seu trabalho em outra prefeitura, Sentarō decide fugir. | |                     |               |                     |
| 11 | "Left Alone" Transliteração: "Refuto arōn" (em japonês: レフト・アローン)                                                          | Kotomi Deai         | Ayako Katō    | 21 de junho de 2012 |
| Kaoru intervém para impedir a fuga de Sentarō. Tsutomu e Ritsuko se juntam a eles como baixista e vocalista do grupo no festival, mas na noite anterior, Sentarō se envolve em um acidente de carro enquanto andava de scooter. Ele sofre apenas ferimentos leves, mas sua irmã mais nova Sachiko, que estava junto dele na moto, fica gravemente ferida. Kaoru conforta Sentarō no telhado do hospital e Sachiko acorda logo em seguida, embora Sentarō tenha desaparecido. Kaoru tenta reconfortar Ritsuko, mas percebe que Sentarō nunca retornará. | |                     |               |                     |
| 12 | "All Blues" Transliteração: "Ōru burūsu" (em japonês: オール・ブルース)                                                            | Shinichirō Watanabe | Yūko Kakihara | 28 de junho de 2012 |
| Sentarō continua desaparecido enquanto Kaoru e Ritsuko se formam no ensino médio. Ritsuko rejeita Kaoru depois dele comentar que o desaparecimento do amigo significa que eles podem ficar juntos; ele se desculpa e revela que está se mudando para Tóquio para cursar a universidade. Oito anos depois, Kaoru trabalha como médico residente e encontra Yurika, agora grávida de Junichi, e ela lhe mostra uma fotografia do casamento de um amigo que retrata Sentarō. Kaoru viaja para o lugar, onde descobre que Sentarō trabalha como padre em treinamento. Ele toca "Moanin'" no órgão da igreja e é acompanhado por Sentarō na bateria em uma sessão de jazz. Reunidos, eles descem a encosta da igreja juntos e se encontram com Ritsuko, que segura uma carta de Yurika sobre o paradeiro do amigo. | |                     |               |                     |

## Lançamentos comerciais
A Toho lançou Sakamichi no Apollon em quatro volumes nos formatos DVD e blu-ray no Japão. Também está disponível no serviço de streaming Crunchyroll. A Sentai Filmworks publicou a série em volume único nos mesmos formatos em 7 de maio de 2013.
| Volume   | Volume   | Episódios              | Data de lançamento  | Ref.   |
| -------- | -------- | ---------------------- | ------------------- | ------ |
|          | Volume 1 | 1–3                    | 27 de julho de 2012 | [ 43 ] |
| Volume 2 | 4–6      | 22 de agosto de 2012   | [ 44 ]              |        |
| Volume 3 | 7–9      | 28 de setembro de 2012 | [ 45 ]              |        |
| Volume 4 | 10–12    | 19 de outubro de 2012  | [ 46 ]              |        |